# Kumanskiella aliena
Kumanskiella aliena är en nattsländeart som först beskrevs av Kumanski 1987.  Kumanskiella aliena ingår i släktet Kumanskiella och familjen smånattsländor. Inga underarter finns listade i Catalogue of Life.